# Ulkeus intricatus
Ulkeus intricatus är en skalbaggsart som beskrevs av Horn 1885. Ulkeus intricatus ingår i släktet Ulkeus och familjen stumpbaggar. Inga underarter finns listade i Catalogue of Life.